# Retreat, Hell!
Retreat, Hell! is een Amerikaanse oorlogsfilm uit 1952 onder regie van Joseph H. Lewis. Destijds werd de film in Nederland uitgebracht onder de titel Terugtocht der helden.

## Verhaal
Een  Amerikaanse bataljon vecht tijdens de Koreaanse Oorlog zijn weg door de vijandelijke linies. Vervolgens moeten ze terug naar hun eigen gebied. Op hun weg ondervinden ze veel moeilijkheden.

## Rolverdeling
| Acteur             | Personage                          |
| ------------------ | ---------------------------------- |
| Frank Lovejoy      | Luitenant-kolonel Steve L. Corbett |
| Richard Carlson    | Kapitein Paul Hansen               |
| Anita Louise       | Ruth Hansen                        |
| Russ Tamblyn       | Jimmy W. McDermid                  |
| Nedrick Young      | Sergeant Novak                     |
| Lamont Johnson     | Kapitein O'Grady                   |
| Robert Ellis       | Shorty Devine                      |
| Paul Smith         | Andy Smith                         |
| Peter Ortiz        | Majoor Knox                        |
| Dorothy Patrick    | Eve O'Grady                        |
| Morton C. Thompson | Kapitein Kyser                     |
| Joseph Keane       | Luitenant Ortiz                    |